# Maria Tabitha Schaffner
Maria Tabitha Schaffner (* 19. April 1863 in Biel-Benken; †  5. November 1932 in Basel) war eine Schweizer Frauenrechtlerin.

## Leben
Die Tochter des Johann Jacob, Lehrers, und der Maria geborene Hofmann wurde in Basel Primarlehrerin ausgebildet. Von 1884 bis 1886 arbeitete sie als Lehrerin in Brasilien, danach leitete sie den elterlichen Haushalt und machte Heimarbeit. 1905–1923 war sie die erste weibliche Assistentin des Gewerbeinspektorats Basel-Stadt. 1914–1918 war sie Sekretärin der Staatlichen Hilfskommission des Kantons Basel-Stadt für in Not geratene Familien. 1923 war sie schweizerische Delegierte an die 5. Internationalen Arbeitskonferenz. Sie arbeitete mit in der Kommission für Heimarbeit des Bunds Schweiz. Frauenvereine, Mitglied der Kommission für Frauenberufsfragen des Internationalen Frauenbunds. 1916 war sie Mitgründerin der Basler Vereinigung für das Frauenstimmrecht. Schaffner war Spezialistin für Arbeiterinnenschutz und kämpfte für eine bessere Entlöhnung der Heimarbeit. Sie pflegte enge Kontakte zur Arbeiterinnenbewegung. Als Pazifistin engagierte sich Rahmen in der Internationalen Frauenliga für Frieden und Freiheit.